# Distomus rudentiformis
Distomus rudentiformis is een zakpijpensoort uit de familie van de Styelidae. De wetenschappelijke naam van de soort is, als Alloeocarpa rudentiformis, voor het eerst geldig gepubliceerd in 1915 door Sluiter.